# Jacquet Metal Service
Jacquet Metals S.A. (vormals Jacquet Metal Service) ist ein börsennotiertes Stahlhandelsunternehmen mit Sitz in Lyon (Frankreich).

## Profil
Jacquet Metals ist im Stahlhandel in einer Reihe von Nischenmärkten spezialisiert und agiert im Markt mit drei verschiedenen Marken:
- Jacquet: rostfreie Stähle und Nickellegierungen sowie weltgrößter Händler für Quartobleche
- Stappert: Langprodukte und Rohrzubehör aus Edelstahl Rostfrei
- IMS group: Karbonstähle, legierte Stähle, rostfreie Baustähle und Werkzeugstähle

Jacquet Metals ist in 25 Ländern in Europa, der Türkei, China und den USA vertreten. Mit 103 Vertriebszentren und mehr als 3 000 Mitarbeitern und einem Angebot aus 40 000 vorrätigen Produkten ist die Jacquet Metals-Gruppe in praktisch allen Industriesektoren präsent: Lebensmittelindustrie, Energie, Chemie und Petrochemie, Papierindustrie, Bergbau und Steinbrüche, öffentliche Bauaufträge, Stahlindustrie, Schiffbau, landwirtschaftliche Maschinen, allgemeiner Maschinenbau, Recycling, Meerwasserentsalzung für die Landwirtschaft, Abwasseraufbereitung usw.
Eric Jacquet, CEO und Vorsitzender des Verwaltungsrats, leitet die Gruppe seit 1994 und hält direkt und indirekt 41,3 % am Kapital.

## Hintergrund
Gegründet wurde das Unternehmen 1962 von Michel Jacquet zunächst unter dem Namen Etablissements Jacquet. Im Jahr 1977 wurde in Lizy-sur-Ourcq eine zweite Produktionsstätte eröffnet. Seit dem 23. Oktober 1997 ist das Unternehmen an der Pariser Börse Euronext gelistet.
Ab Herbst 2008 kaufte Jacquet Metals über die Börse eine Beteiligung von knapp 33 Prozent am sehr viel größeren börsennotierten Konkurrenten IMS International Metal Service auf. Am 3. Februar 2010 kündigte Jacquet Metals ein feindliches Übernahmeangebot für IMS an, welches von IMS zunächst abgelehnt wurde; am 10. März einigen sich beide Unternehmen jedoch einvernehmlich auf eine Verschmelzung beider Unternehmen.
Hauptaktionär mit über 40 Prozent und 58,26 Prozent der Stimmrechte und Verwaltungsratspräsident der Gruppe ist Éric Jacquet, der Sohn des Gründers (Stand Dezember 2013).